# سداسي ميتافوسفات الصوديوم
سداسي ميتافوسفات الصوديوم (يرمز له اختصاراً SHMP) هو ملح يتكون من [Na6[(PO3)6. عادةً ما يكون سداسي ميتافوسفات الصوديوم التجاري عبارة عن خليط من ميتافوسفات (الصيغة الأولية: NaPO3) ، والتي يعد السداسي مير واحداً منها، ويكون عادة المركب المشار إليه بهذا الاسم. ويُطلق على هذا الخليط بشكل صحيح اسم بولي ميتافوسفات الصوديوم. فهي عبارة عن مواد صلبة بيضاء تذوب في الماء.

## الاستخدامات
تُستخدم سداسي ميتافوسفات الصوديوم كتَحجز وله تطبيقات ضمن مجموعة متنوعة من الصناعات، بما في ذلك كمضافة غذائية يتم استخدامها تحت E رقم E452، تتم إضافة كربونات الصوديوم أحيانًا إلى سداسي ميتافوسفات الصوديوم لرفع الرقم الهيدروجيني (pH) إلى 8.0–8.6، التي تنتج عددًا من منتجات سداسي ميتافوسفات الصوديوم المستخدمة في إزالة عسر المياه والمنظفات.
الاستخدام الهام لسداسي ميتافوسفات الصوديوم هو استخدامه كمزيل للتندف في إنتاج السيراميك المصنوع من جزيئات الطين. كما يتم استخدامه كعامل تشتيت لكسر الطين وأنواع التربة الأخرى لتقييم نسيج التربة.
وهو يستخدم كعنصر نشط في معجون الأسنان كمكون ضد التصبغ ومنع الطرطري.
يحتوي مشروب الطاقة NOS على سداسي ميتافوسفات الصوديوم.

### المضاف الغذائي
كمادة إضافية غذائية، يتم استخدام سداسي ميتافوسفات الصوديوم كمستحلب. شراب القيقب الاصطناعي، الحليب المعلب، مسحوق الجبن، صلصات التغميس، جبنة مقلدة، طبقة علوية مخفوقة، بياض البيض المعلّب، لحم بقري مشوي، فيليه السمك، مربى الفاكهة، الحلويات المثلجة، صلصة السلطة، سمك السردين، حبوب الإفطار، البوظة، البيرة، المشروبات المعبأة، من بين الأطعمة الأخرى، يمكن أن تحتوي على سداسي ميتافوسفات الصوديوم.

## التحضير
يتم تحضير سداسي ميتافوسفات الصوديوم عن طريق تسخين أورثوفوسفات أحادي الصوديوم لتوليد بيروفوسفات حمض الصوديوم:
2 NaH2PO4 → Na2H2P2O7 + H2O
بعد ذلك، يتم تسخين البيروفوسفات لإعطاء سداسي ميتافوسفات الصوديوم المقابل:
3 Na2H2P2O7 → (NaPO3)6 + 3 H2O
ومن ثم التبريد السريع.

## التفاعلات
تتحلل مادة سداسي ميتافوسفات الصوديوم في محلول مائي، وخاصة في ظل ظروف حمضية، إلى أورثوفوسفات الصوديوم.

## التاريخ
تم تسمية حمض سداسي ميتا الفوسفوريك (ولكن تم تحديد هويته بشكل خاطئ) في عام 1849 من قبل الكيميائي الألماني ثيودور. بحلول عام 1956، أشار التحليل الكروماتوغرافي للتحلل المائي من ملح غراهام (بولي فوسفات الصوديوم) إلى وجود أنيونات دورية تحتوي على أكثر من أربع مجموعات فوسفات؛ وقد تم تأكيد هذه النتائج في عام 1961. في عام 1963 نجح الكيميائيون الألمان إيريك تيلو وأولريتش شولكه في تحضيرسداسي ميتافوسفات الصوديوم عن طريق تسخين صوديوم ثلاثي الفوسفات اللامائي.

## السلامة
من المسلم به أن فوسفات الصوديوم لديه سمية فموية حادة منخفضة. تعتبر تركيزات سداسي ميتافوسفات الصوديوم (SHMP) التي لا تتجاوز 10000 ملغ/لتر أو ملغ/كجم واقية المستويات من قبل EFSA و USFDA، وقد تتسبب التركيزات الشديدة لهذا الملح في حدوث آثار جانبية حادة من تركيزات عينة الدم الزائدة للصوديوم، على سبيل المثال: «نبض غير منتظم، بطء نبضات القلب، انخفاض مستويات الكالسيوم في الدم.»

## الروابط الخارجية
- Occupational Health and Safety Agency for Healthcare in British Columbia
- Material Safety Data Sheet